# Romániai magyar ifjúsági irodalom
Az ifjúsági irodalom a serdülők és az ifjak életkori sajátosságait figyelembe vevő és irodalmi, információs érdeklődésüket, általában olvasói igényüket kielégítő irodalom.

## Az ifjúsági irodalomról
Akárcsak a gyermekirodalom, az ifjúsági irodalom is az olvasó életkora szerint meghatározott; gyakran együtt is szokták emlegetni, "gyermek- és ifjúsági irodalom"-ként. Ez elvileg nem kifogásolható, mert meghatározó ismérvük közös: létalapjuk a gyermek- és ifjúkor sajátos olvasói igénye. Ugyancsak gyakori, hogy tágabb értelemben ifjúsági irodalomnak nevezik az óvodáskor előtti ún. kisdedeknek szóló képeskönyv (leporelló) irodalomtól az érett ifjúság számára írott regényekig az egész gyermek- és ifjúsági irodalmat. Vannak, akik esztétizáló álláspontról tagadják az ifjúsági irodalom irodalmiságát, szerintük csak az egy és oszthatatlan irodalom létezik, viszont a könyvkiadói gyakorlat, valamint a világ- és nemzeti irodalmak olyan klasszikus alkotásai, amelyeket szerzőik eleve a serdülőknek vagy az ifjaknak szántak s mint ilyenek váltak elismert remekművekké, azt látszanak bizonyítani, hogy az életkori sajátosságok figyelembevétele csak alkotásmódbeli kötöttség, de nem akadálya a teljes értékű irodalmiságnak, még ha a gyermek- és ifjúsági irodalomban üti is fel fejét leggyakrabban az irodalmiságot megkérdőjelező különböző iskolai, mozgalmi, nevelői és oktatói követelmények irodalmi látszatú dilettáns megmódolása.
Mivel a serdülők nemek szerinti életkori sajátossága jelentősen különbözik, az általános, mindkét nem igényeit kielégítő serdülőirodalom mellett kialakult külön a fiúknak szóló ún. "kamaszirodalom" s a serdülő lányok számára írott ún. "csitriirodalom". Ezt a kiadói felismerést tükrözi a serdülőknek szóló sokféle "fiúk...", ill. "lányok könyve". Az érett vagy érettebb ifjúságnak szóló szépirodalom általában már csak elvétve differenciálódik nemek szerint. Jeléül e korosztályok általános társadalmi érdeklődésének, nem utolsósorban a párkeresés élményének és izgalmainak, az ifjúságnak szánt szépirodalmi művekben jelentkezik az első vagy az örök szerelem romantikus ábrázolása, de általában is az emberi magatartás eszményítése.
Az ifjúsági irodalom szükségességét nem vonhatja kétségbe és a közel két évszázados tapasztalat szerint nem fenyegeti az a tény, hogy az ifjú olvasó vagy a magasabb évjáratú serdülő már az irodalom egészét is olvassa. Az ifjúsági irodalom szakadatlanul bővül olyan írásművekkel, amelyeket szerzőjük eredetileg nem is az ifjaknak szánt (például Jókai Mór, Mikszáth Kálmán, Gárdonyi Géza művei), viszont az ifjúsági irodalom úgyszólván szerves része a bestseller-irodalomnak, s mint ilyen az irodalmi műveltség kialakulását gátló ponyvával szemben az egyszerűbb műveltségű olvasó számára "a nagy irodalom előszobája".
Az ifjúsági alkotásai lehetnek prózai, költői, drámai művek, tárgy- vagy témaválasztását semmi sem korlátozza, hősei lehetnek bármilyen korúak vagy korbeliek, mert kizárólag a megírás módja teszi őket azzá, amik. Tartalmilag a fiatalok tapasztalat- és élményvilágához, ismeretállományukhoz és vágyaikhoz, képzeletükhöz kapcsolódik, amelyek kialakulásában a családnak, iskolának, munkahelynek, a különféle társadalmi szervezeteknek meghatározó szerepe van. Különösen kedvelt ifjúsági olvasmány a fantázianyitó kaland-, történeti vagy tudományos-fantasztikus irodalom, de ez a tárgykör önmagában még nem, csakis az írásmód teszi ifjúságivá az írásműveket.
Fejlett kiadói és irodalompolitikai körülmények között – nemzetközi tapasztalat szerint – az ifjúsági irodalom felét vagy még annál is többet a sajátos megírásmódbeli követelményeknek megfelelő ismeretterjesztő irodalomnak kell kitennie. A természettudományos és műszaki ismereteket közvetítő irodalom mellett ide tartoznak az ideológiai, történeti, társadalmi, egészségügyi tartalmú munkák és az erkölcsi nevelés szempontjából e korosztályoknál annyira hangsúlyos érdeklődési körre: a nemi életre, párválasztásra, családalapításra és -kialakításra vonatkozó írások.
Bár az ifjúság oktatását, nevelését is szolgálják, nem tekintendők az ifjúsági irodalom részének a tankönyvek, példatárak vagy azok a klasszikus, világ- és nemzeti irodalmi kiadványok, amelyeket a tanulóifjúság számára elő- vagy utószóval, életrajzi adatokkal, szómagyarázatokkal látnak el (nálunk a Tanulók Könyvtára sorozat). Ezek részben a pedagógiai irodalom, részben a tankönyvirodalom kategóriájába sorolandók.

## A romániai magyar ifjúsági irodalomról
Romániában 1948 és 1969 között az Ifjúsági Könyvkiadó publikált magyar nyelven ifjúsági könyveket; 1970 óta a magyar ifjúsági könyvkiadás az Albatros Könyvkiadó hatáskörébe került. Gyermekkiadónk, a Creangă Könyvkiadó is ad ki egy-egy magyar nyelvű kötetet a serdülők számára, úgyszintén a Kriterion Bukarestben és a Dacia Kolozsvárt több kötettel járult hozzá évente a magyar nyelvű ifjúsági irodalomban mutatkozó hézagok pótlásához. A serdülők számára kiadott Pionír heti folyóiratot felváltotta a Jóbarát, ifjúsági folyóiratunk pedig az illegális múltra visszatekintő Ifjúmunkás. Ezek mellett napilapjainkban bukkannak fel hosszabb-rövidebb ideig megjelenő ifjúsági oldalak és rovatok.
Ifjúsági kiadóinknál s ifjúsági lapjainkban kimondottan a serdülőknek szánt írásaikkal, műveikkel a két világháború közt Benedek Elek, Csűrös Emília, a földrajztudós Tulogdy János, A kállói kapitány c. történelmi regényével Gulácsy Irén, majd 1944 után Asztalos István, Fodor Sándor, Dáné Tibor, Gagyi László, Horváth István, Korda István (A nagy út c. Kőrösi Csoma Sándor életregénnyel), Majtényi Erik, Marton Lili, Méhes György (a népszerű Szikra Ferkóval), Nagy István (az Ácsék tábort vernek c. ifjúsági regénnyel) szerepeltek, de tudott szólni a fiatalokhoz szép- és tudományos irodalmunk számos más jeles egyénisége is, köztük Sütő András, Székely János, Szemlér Ferenc. Ez az irodalom elültette a fiatal lelkekben a szülőföld és a néptestvériség szeretetét; alapvetően háborúellenes volt, s ugyanakkor olvasóit a nemzeti értékek továbbfejlesztésére lelkesítette.

## Kapcsolódó információk
- Dáné Tibor: Irodalmibb ifjúsági irodalmat. I–II. Korunk 1962/1, 2;
- Dáné Tibor: Szemben a tényekkel. Korunk 1962/7–8;
- Dáné Tibor: Bevezető tanulmány a Farkasűző furulya c. válogatáshoz a hazai magyar ifjúsági prózából. Kolozsvár, 1973.
- Izsák József: Példák és eszmék. Hozzászólás az ifjúsági irodalom kérdéséhez. Korunk 1962/3.
- Nagy István: A kollektív erőfeszítés kamasz hőseiért. Korunk 1962/5.
- Fodor Katalin: Az életkori sajátosságokról. Korunk 1962/6.
- A Korunk szerkesztősége: Vita után a gyermek- és ifjúsági irodalomról. korunk 1962/11.
- Dávid Gyula: Ifjúsági és gyermekkönyvkiadásunk hetvenes éveiről. Korunk 1982/9.
- Murvai László: Egy hasznos kézikönyv kapcsán. Előre 1983. november 23.
- Jakab Gyöngyvér: A romániai magyar ifjúsági regény- és elbeszélésirodalom. 1959. (Kézirat, állami vizsgadolgozat, Kolozsvár, Egyetemi Könyvtár?)